# Killbear Provincial Park
Killbear Provincial Park är en park i Kanada.   Den ligger i provinsen Ontario, i den sydöstra delen av landet, 400 km väster om huvudstaden Ottawa. Killbear Provincial Park ligger 199 meter över havet.
Terrängen runt Killbear Provincial Park är platt. Trakten är glest befolkad. Närmaste större samhälle är Parry Sound, 12,2 km öster om Killbear Provincial Park. 